# Armand Guillaumin
Jean-Baptiste Armand Guillaumin (francês: [ɡijomɛ̃]; Paris, 16 de fevereiro de 1841 – Orly, Val-de-Marne, 26 de junho de 1927) foi um pintor impressionista e litógrafo francês.

## Vida pessoal
Nascido em Paris, em 1841, Armand trabalhava na loja de lingerie de seu tio, enquanto fazia aulas de pintura e desenho. Trabalhou também para o governo francês na construção de ferrovias antes de estudar arte na Académie Suisse, em 1861. Lá, ele conheceu Paul Cézanne e Camille Pissarro, com quem estabeleceu uma longa amizade. Apesar de nunca ter alcançado o mesmo reconhecimento dos amigos, sua influência em seus trabalhos é significante. Cézanne usou pinturas de Armand como inspiração em muitos de seus quadros.
Armand expôs suas obras no Salon des Refusés, em 1863 e participou de outras oito exposições impressionistas: 1874, 1877, 1880, 1881, 1882 e 1886.
Em 1886, ficou amigo de Vincent van Gogh, cujo irmão, Theo, negociou alguns de seus quadros. Ele finalmente conseguiu deixar seu emprego formal para se dedicar totalmente à pintura em 1891, depois de ganhar 100 mil francos na loteria federal.
Conhecido por suas cores intensas, seus quadros estão hoje em vários museus pelo mundo. Ele é mais lembrado por suas paisagens parisienses, da costa da França e da região dos Alpes Franceses. Era considerado o líder da École de Crozant, um diverso grupo de pintores que ficou conhecido por retratar a região de Creuse, nos arredores da vila de Crozant.

## Morte
Armand Guillaumin faleceu em 1927, aos 86 anos, em Orly, Val-de-Marne, ao sul de Paris.

## Galeria

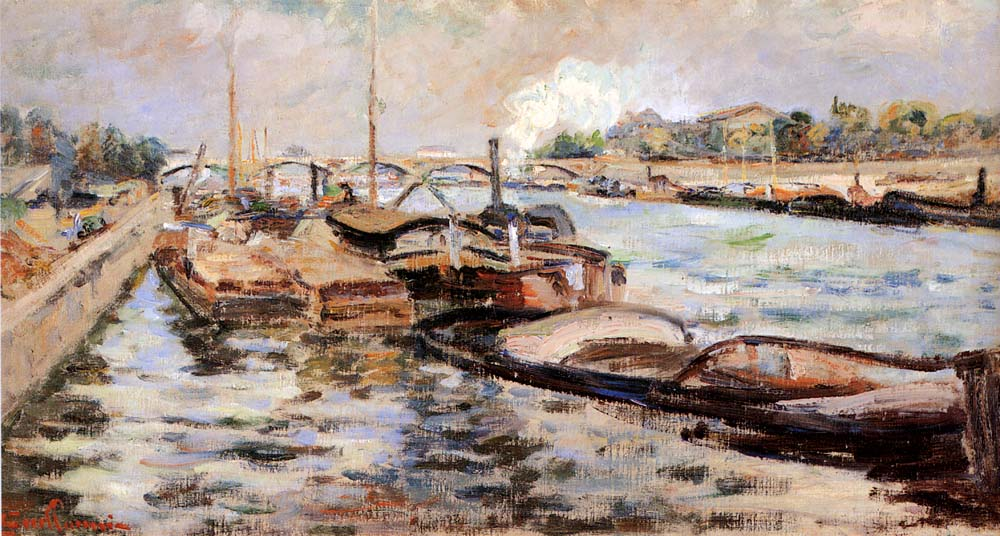
O Sene, 1867
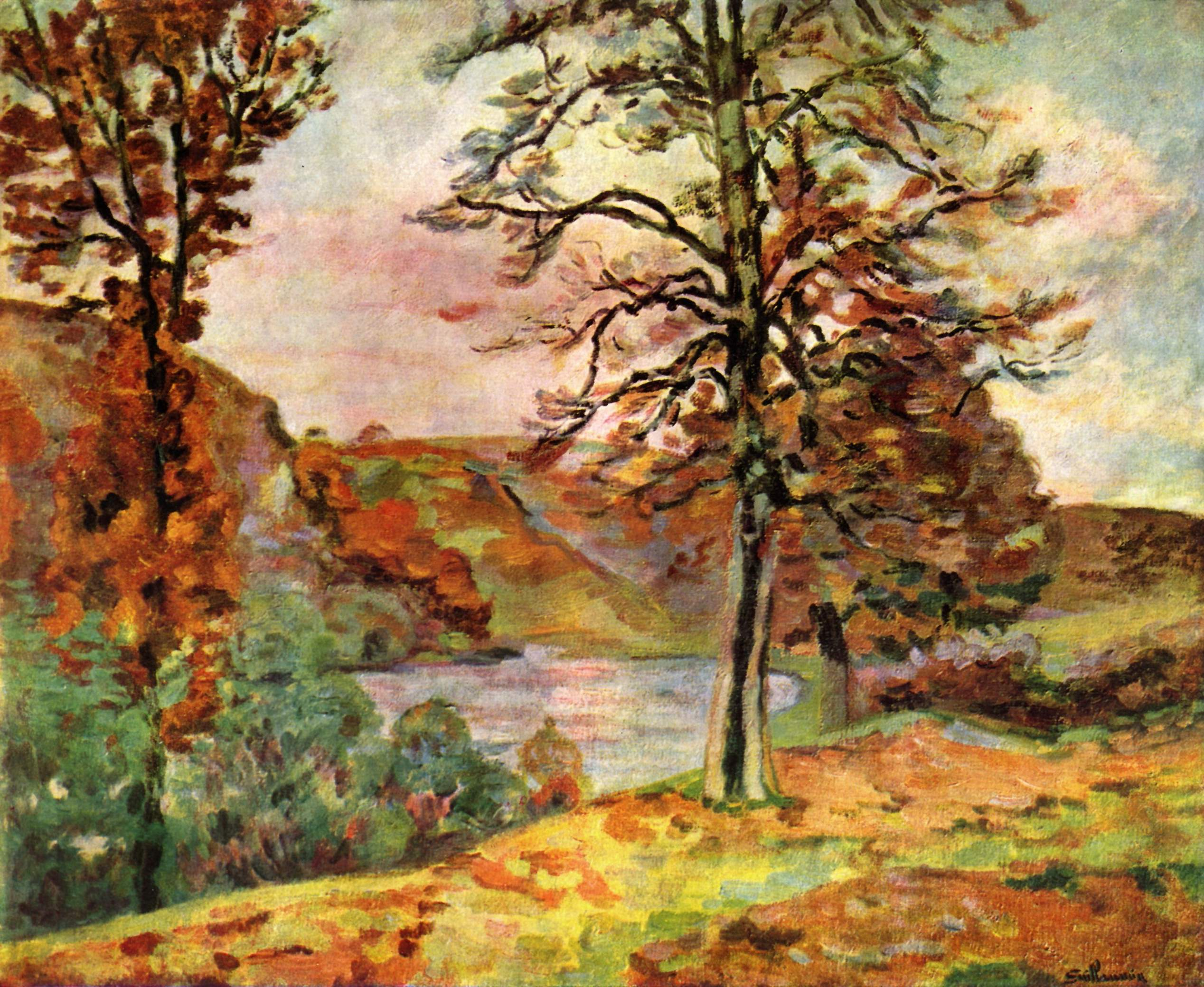
Paisagem, 1870
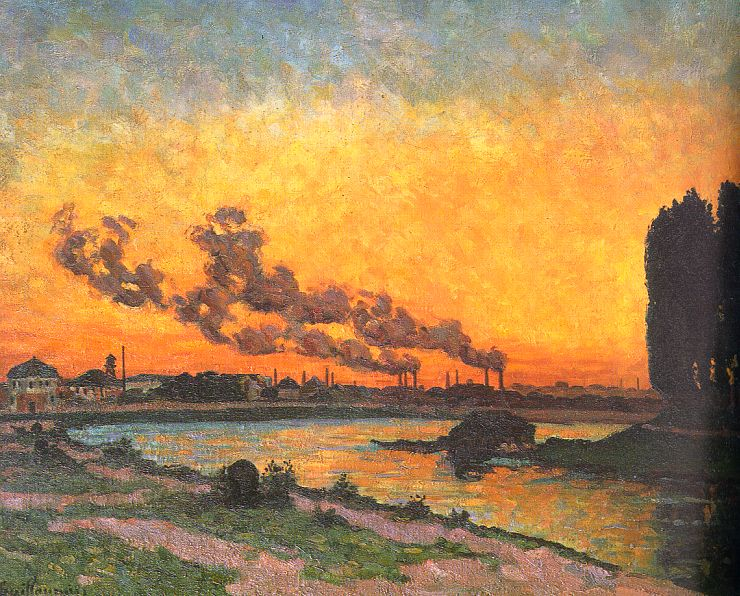
Pôr-do-Sol em Ivry, 1873, 81 cm x 65 cm. Óleo sobre tela. Museu de Orsay
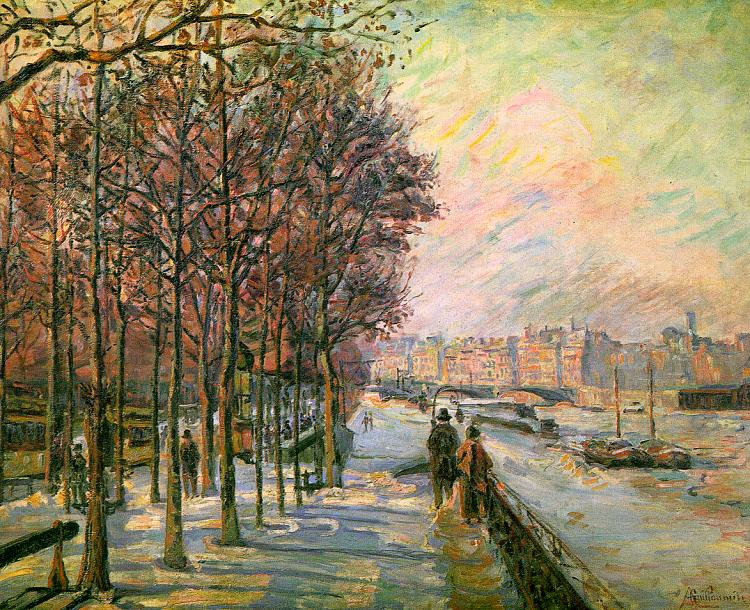
Valhubert, 1875
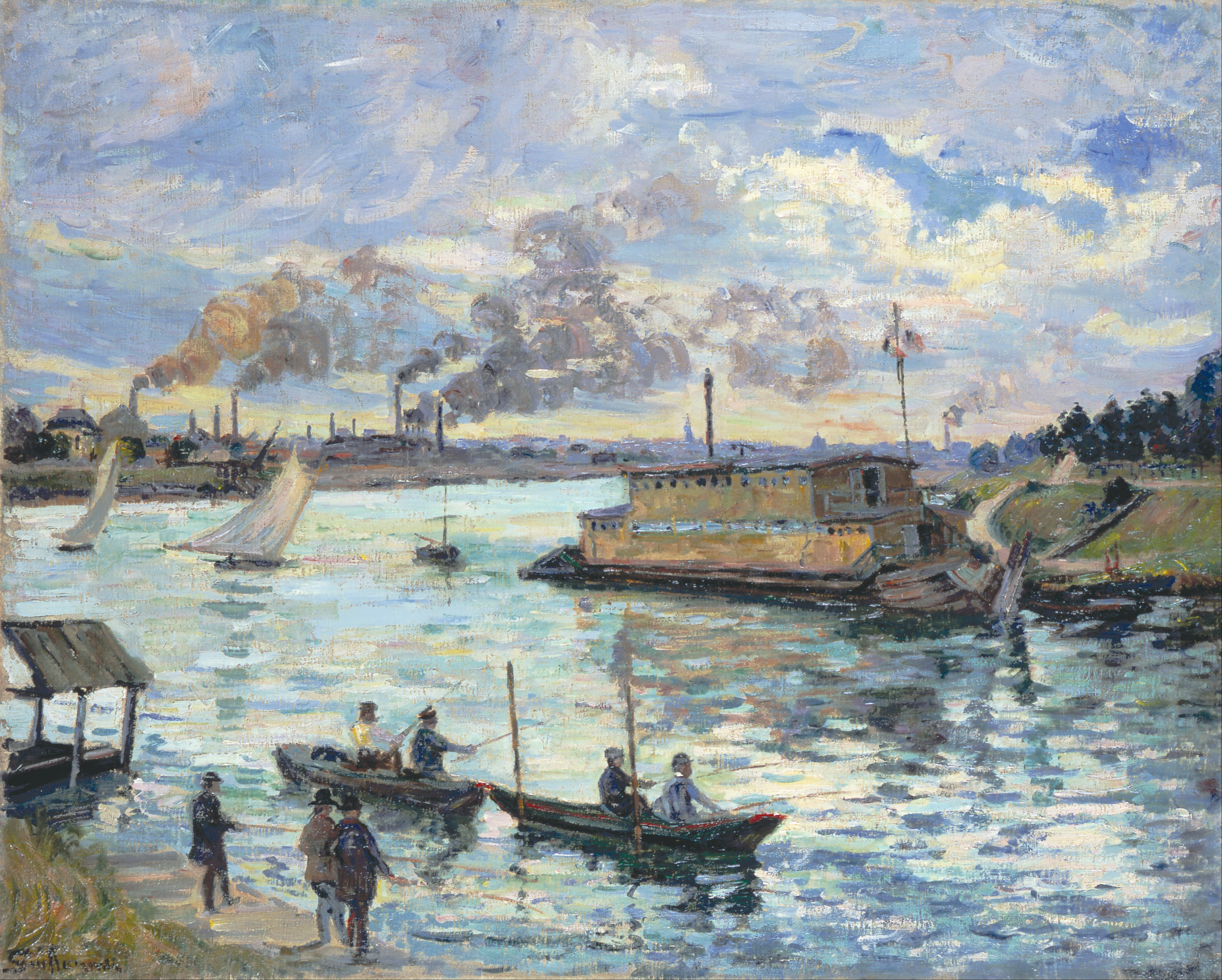
Rio Sena,  c. 1890
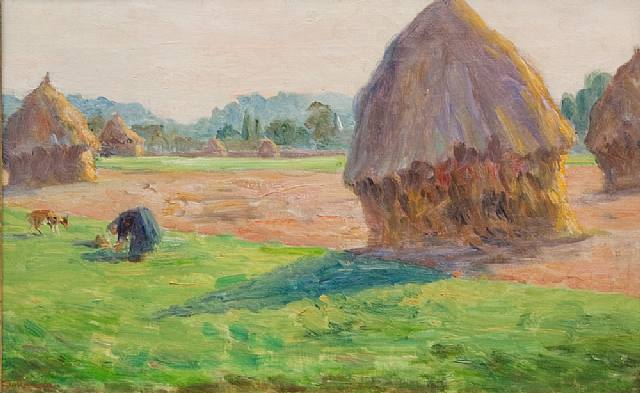
Os Palheiros, c. 1890-1895
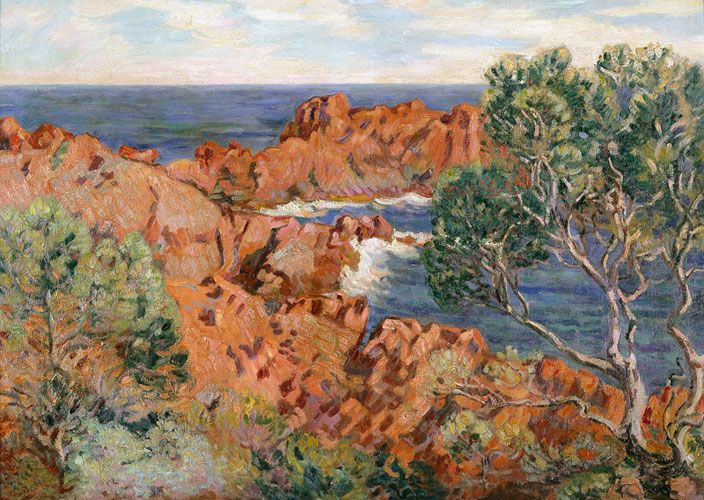
Agay de Jean-Baptiste Armand Guillaumin, c. 1901
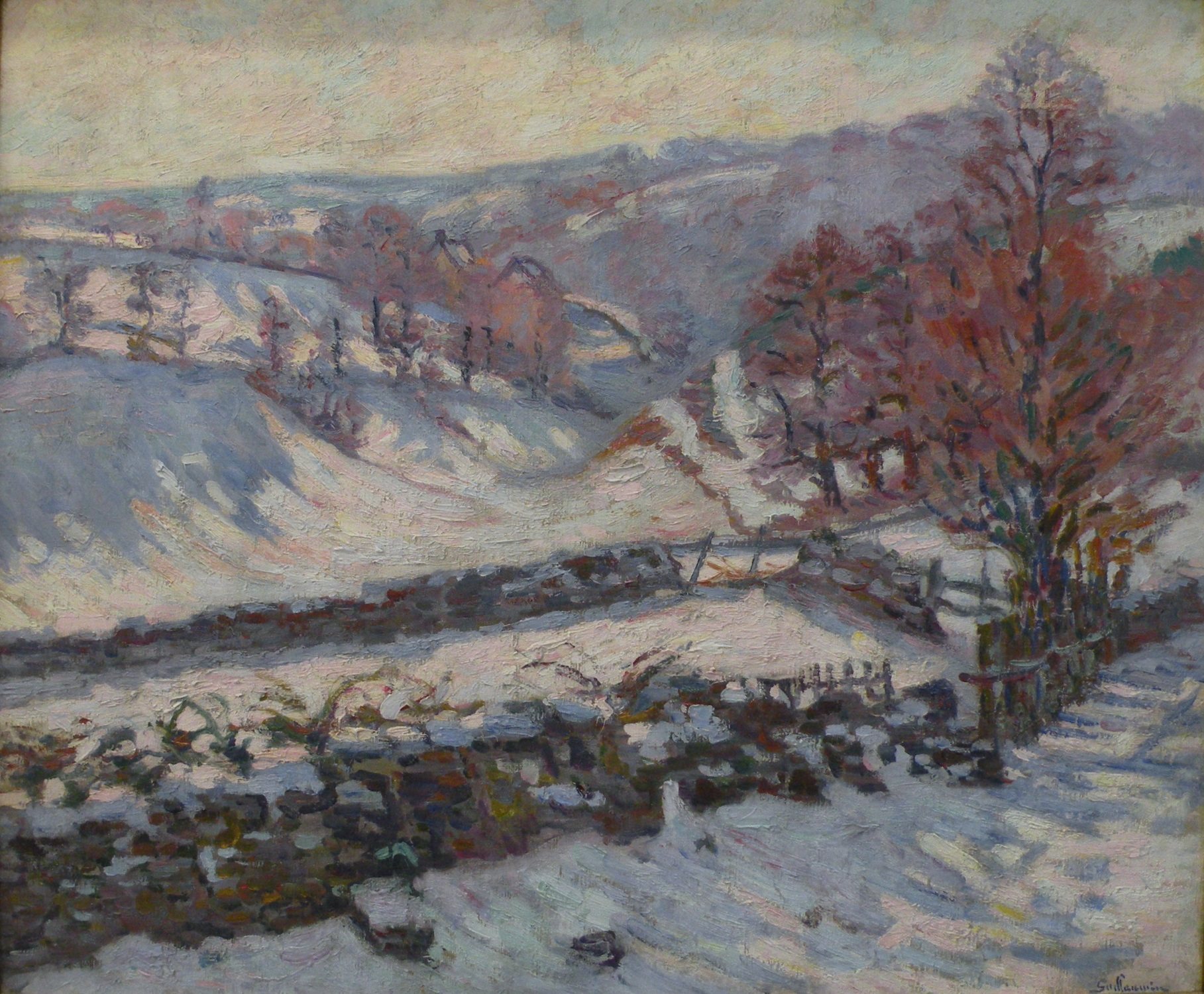
Paisagem de Neve em Crozant
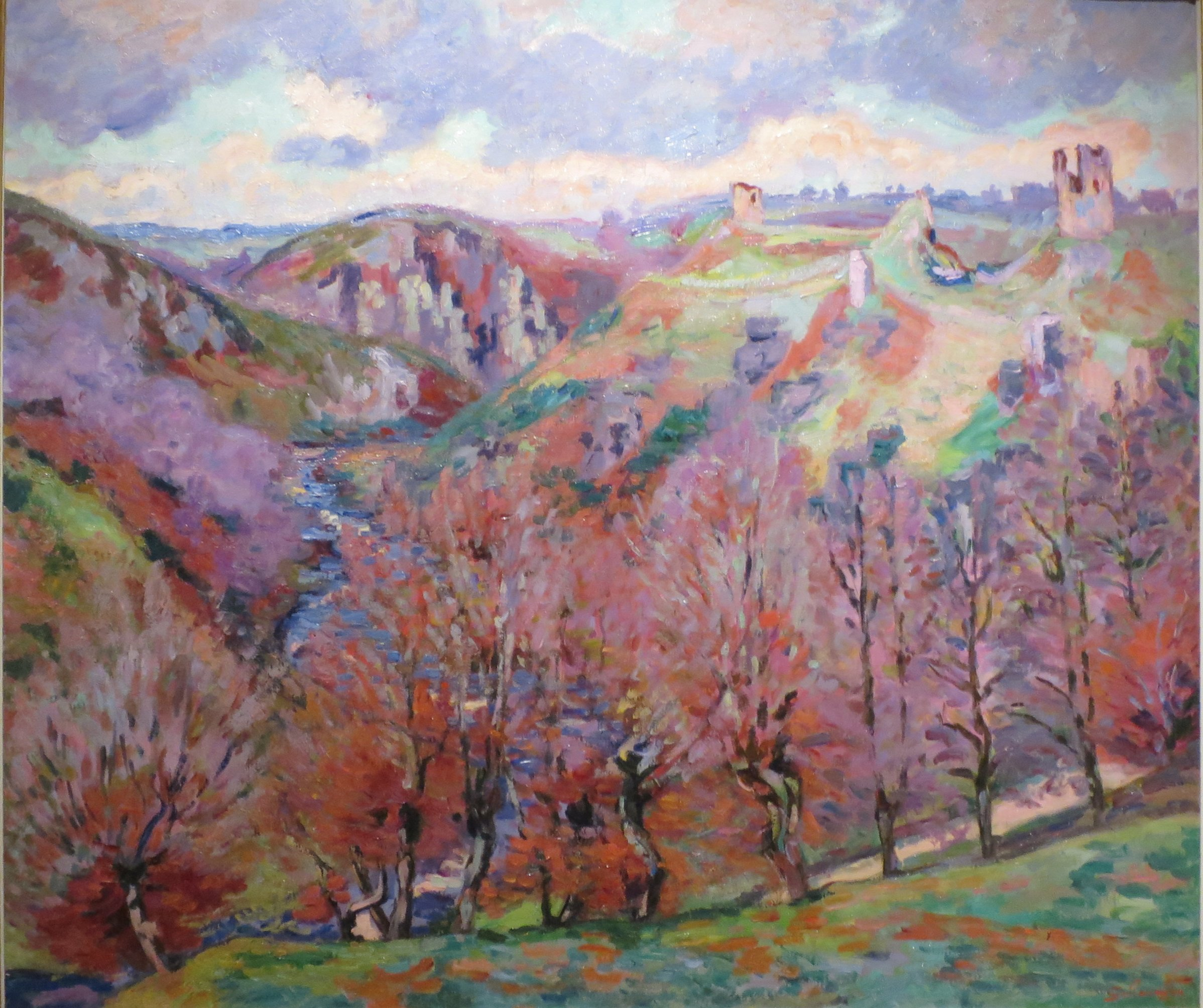
Paisagem com Ruínas, 1897